# Alexander Jablokov
Œuvres principales
- Sculpteurs de ciel

Alexander Jablokov, né le 29 avril 1956 à Chicago, est un écrivain américain de science-fiction.

## Œuvres

### Romans
- Sculpteurs de ciel, Denoël, coll. Présence du futur, 1994 ((en) Carve the Sky, William Morrow / BOMC, 1991), trad. Bernard SigaudPublié initialement en français en deux volumes, no 554  (ISBN 2-207-30559-7) et no 555  (ISBN 2-207-30572-4) puis réédité en un seul volume aux éditions Gallimard, collection Folio SF (no 291), en 2007
- (en) A Deeper Sea, AvoNova / William Morrow, 1992
- Le Projet Nimbus, Lefrancq, 1998 ((en) Nimbus, AvoNova / William Morrow, 1993), trad. Olivier Merveille  (ISBN 978-2-87153-558-4)
- (en) River of Dust, AvoNova / William Morrow, 1996
- (en) Deepdrive, The Easton Press, 1998
- (en) Brain Thief, Tor Books, 2010

### Nouvelles traduites en français
- Des vacances mouvementées, 1991 ((en) Many Mansions, 1988)Parue dans l'anthologie Futurs à gogos éditée aux éditions Pocket